# Église Notre-Dame-de-l'Assomption de Landouzy-la-Cour
L'église Notre-Dame-de-l'Assomption de Landouzy-la-Cour est une église située à Landouzy-la-Cour, en France.

## Description

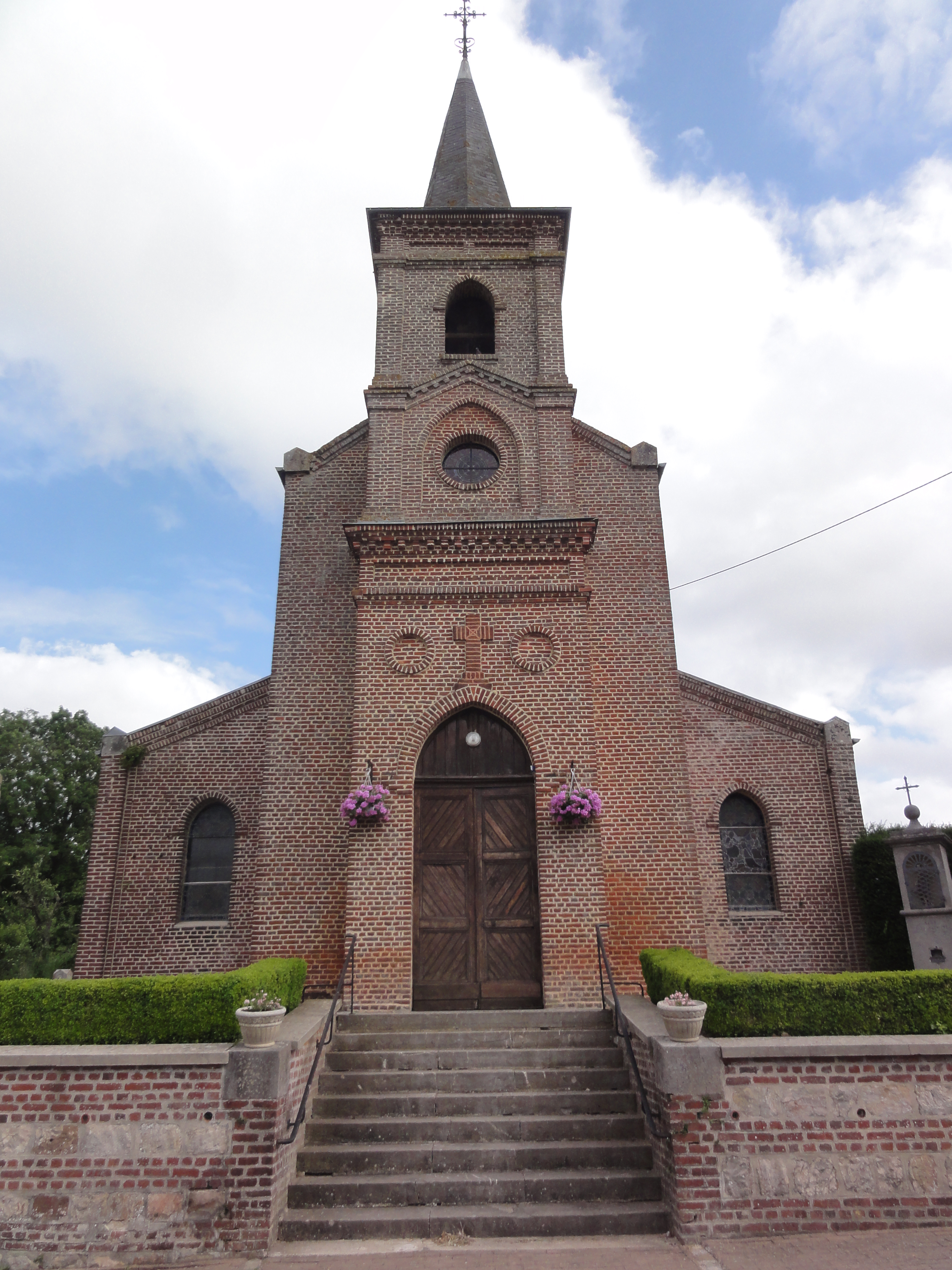
Façade ouest

L'église date du XIXe siècle construite par l'architecte Pudepièce.

## Localisation
L'église est située sur la commune de Landouzy-la-Cour, dans le département de l'Aisne.